# Gelucourt

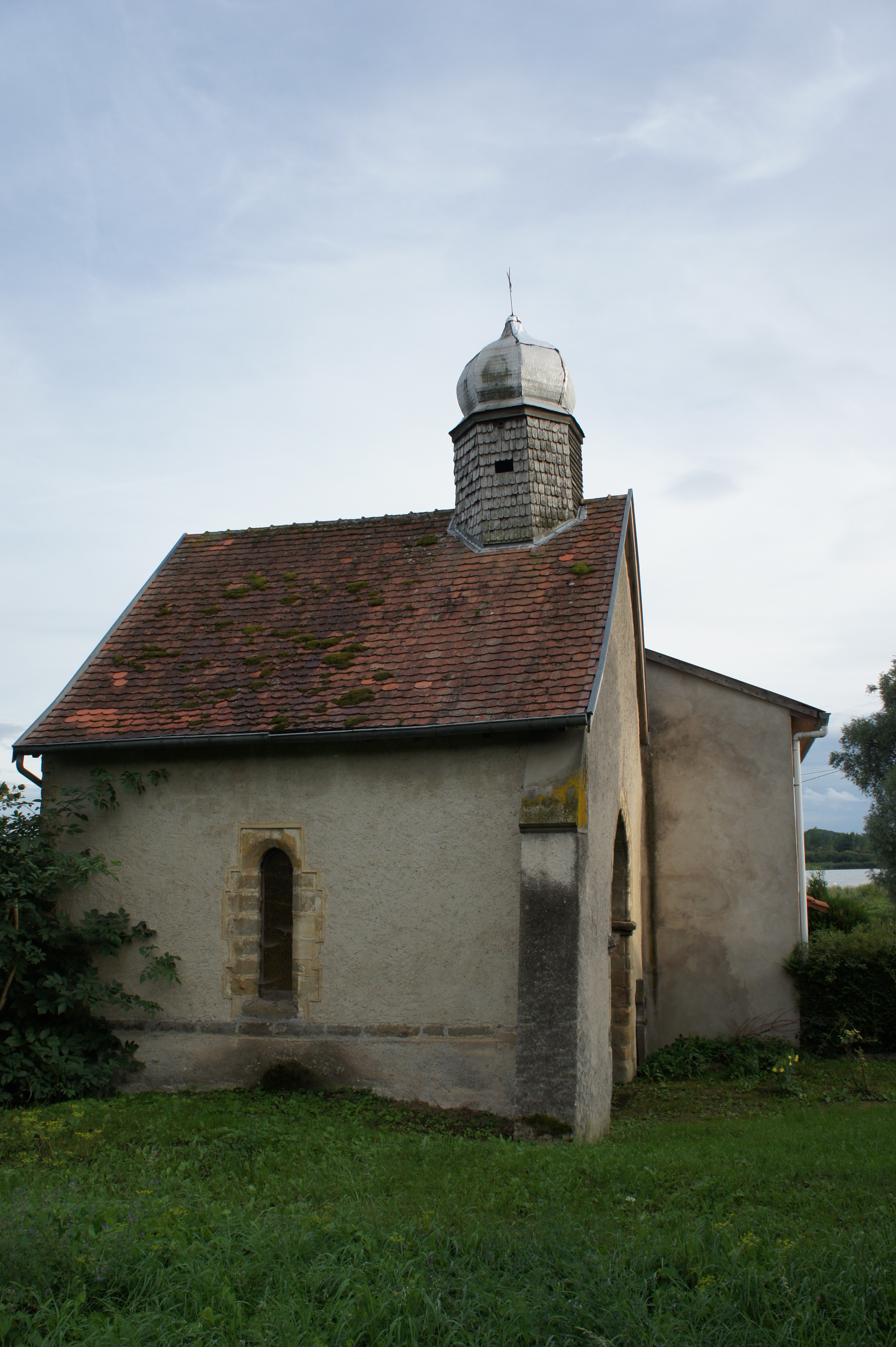
Kapelle St. Odilie

Gelucourt (deutsch Gisselfingen) ist eine französische Gemeinde mit 213 Einwohnern (Stand 1. Januar 2022) im Département Moselle in der Region Grand Est (bis 2015 Lothringen). Sie gehört zum Arrondissement Sarrebourg-Château-Salins.

## Geographie
Die Gemeinde liegt in Lothringen im Saulnois (Salzgau) am Flüsschen Gueblange, das auch Ruisseau de Videlange (deutsch: Videlinger Bach) genannt wird, etwa sechs Kilometer südlich von Dieuze (Duß) in der Nähe des Linderweihers (Étang de Lindre). Das Gemeindegebiet ist Teil des Regionalen Naturparks Lothringen.
Zu Gelucourt gehören die Ortsteile Videlange (Videlingen) und Ormange.

## Geschichte
Das Dorf gehörte früher zum Herzogtum Lothringen und dem Bistum Metz. Der Ort wurde erstmals 786 als Gisolvinga erwähnt, dann als Gisolvingom (792), als Gisselfingen (1476, 1559 und 1594) und als Gelacourt (1793). Am nordöstlichen Ende des Dorfs, wo die Ziegelei stand (Haltestelle Ziegelhütte der Eisenbahn) und noch ein Wald bois du Temple hieß, befand sich einst eine Malteserkomturei. Die Ziegelei gehörte den Maltesern. Die Malteser sollen sich auch hier den Templern  angeschlossen haben, die in der Gegend Ländereien besaßen.
Im Dreißigjährigen Krieg wurde die Ortschaft zerstört. Durch die Bestimmungen im Friede von Vincennes wurde der Weiler 1661 Frankreich einverleibt.
Durch den Frankfurter Frieden vom 10. Mai 1871 kam die Region an das Reichsland Elsaß-Lothringen, und Gelucourt wurde dem Kreis Château-Salins im Bezirk Lothringen zugeordnet. In der Folgezeit erhielt der Ort den Namen Gisselfingen zurück. Die Dorfbewohner betrieben Getreide-, Wein- und Obstbau. Nach dem Ersten Weltkrieg musste die Region aufgrund der Bestimmungen des Versailler Vertrags 1919 an Frankreich abgetreten werden und wurde Teil des Département Moselle. Im Zweiten Weltkrieg war die Region von der deutschen Wehrmacht besetzt.

### Bevölkerungsentwicklung
| Jahr      | 1962 | 1968 | 1975 | 1982 | 1990 | 1999 | 2007 | 2019 |
| Einwohner | 263  | 251  | 260  | 272  | 243  | 224  | 237  | 215  |